# جيمس هنري
جيمس هنري (بالإنجليزية: James Henry)‏ هو محامي وقاضي وسياسي أمريكي، ولد في 1731 بمقاطعة أكوماك في الولايات المتحدة، وتوفي في 9 ديسمبر 1804.